# Schwarzer Holunder
Der Schwarze Holunder (Sambucus nigra) ist ein Strauch oder kleiner Baum aus der Gattung Holunder (Sambucus), der im größten Teil Europas natürlich vorkommt. Für den Schwarzen Holunder gibt es im deutschen u. a. die Trivialnamen Holunder (mittel- und oberdeutsch), Holder(busch) (südwestdeutsch-schweizerisch), Holler (bairisch-österreichisch) und Flieder (niederdeutsch). Seine Blüten und Früchte finden vielfach Verwendung als pflanzliches Heilmittel, Lebensmittel und Farbstoff.

## Beschreibung

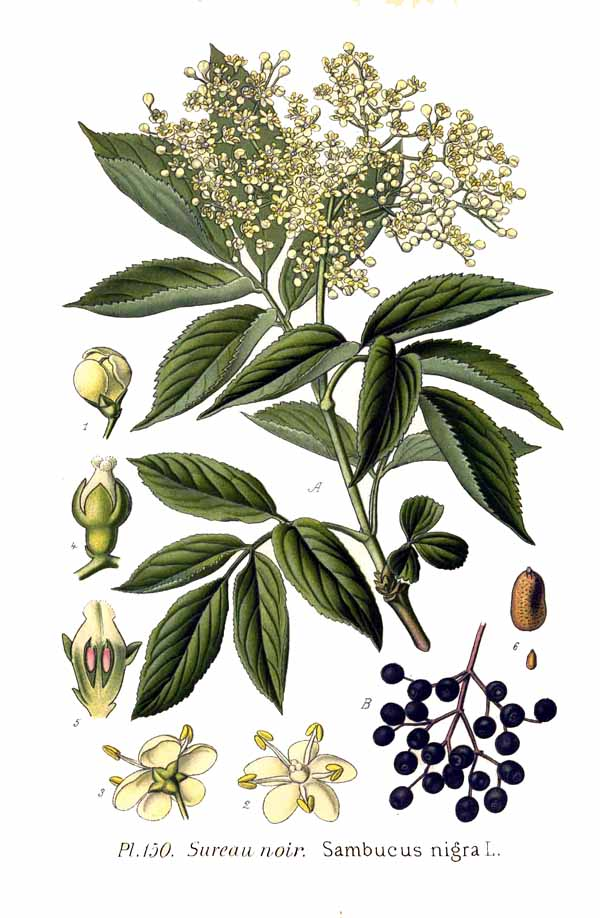
Illustration aus dem Atlas des plantes de France

### Vegetative Merkmale
Der Schwarze Holunder ist ein sommergrüner bis 7 Meter hoher, reichverzweigter Strauch oder bis 10 Meter hoher, breit ausladender, kleiner Baum mit überhängenden Zweigen. Die dickeren Äste sowie der Stamm haben eine längsrissige, graubraune Borke, die sich in Streifen ablöst. Die jüngeren Zweige sind zunächst grün, später graubraun und an ihrer Oberfläche von zahlreichen Korkporen übersät, die als graue Erhebungen ins Auge fallen. Die Zweige besitzen ein weiches, weißes Mark. Der Holunder ist ein Flachwurzler mit weitreichendem Wurzelwerk. Der Schwarze Holunder kann etwa 100 Jahre alt werden.
Die gegenständigen Laubblätter sind unpaarig gefiedert. Die einzelnen Fiederblätter sind bis zu 30 Zentimeter lang und bestehen aus meist fünf, seltener sieben Teilblättern, den sog. Fiederblättchen. Der Stiel des Fiederblatts ist 4–10 Zentimeter lang und oberseits rinnig. Die Fiederblättchen sind 10–15 Zentimeter lang, besitzen eine elliptische Form und sind lang zugespitzt. Ihr Blattrand ist grob gesägt. Das Endfiederblättchen ist deutlich gestielt, das obere Fiederblättchenpaar ist meist sitzend und das untere meist gestielt. Die Blattoberseite ist tief- bzw. dunkelgrün und kahl und die Blattunterseite ist heller, bläulich- graugrün, sowie anfangs behaart. Am Blattgrund befinden sich kleine, nebenblattartige Anhängsel, die eine Nektardrüse tragen. Die Laubblätter entwickeln sich sehr früh im Jahr, etwa im März bis April und lange vor den Blüten.

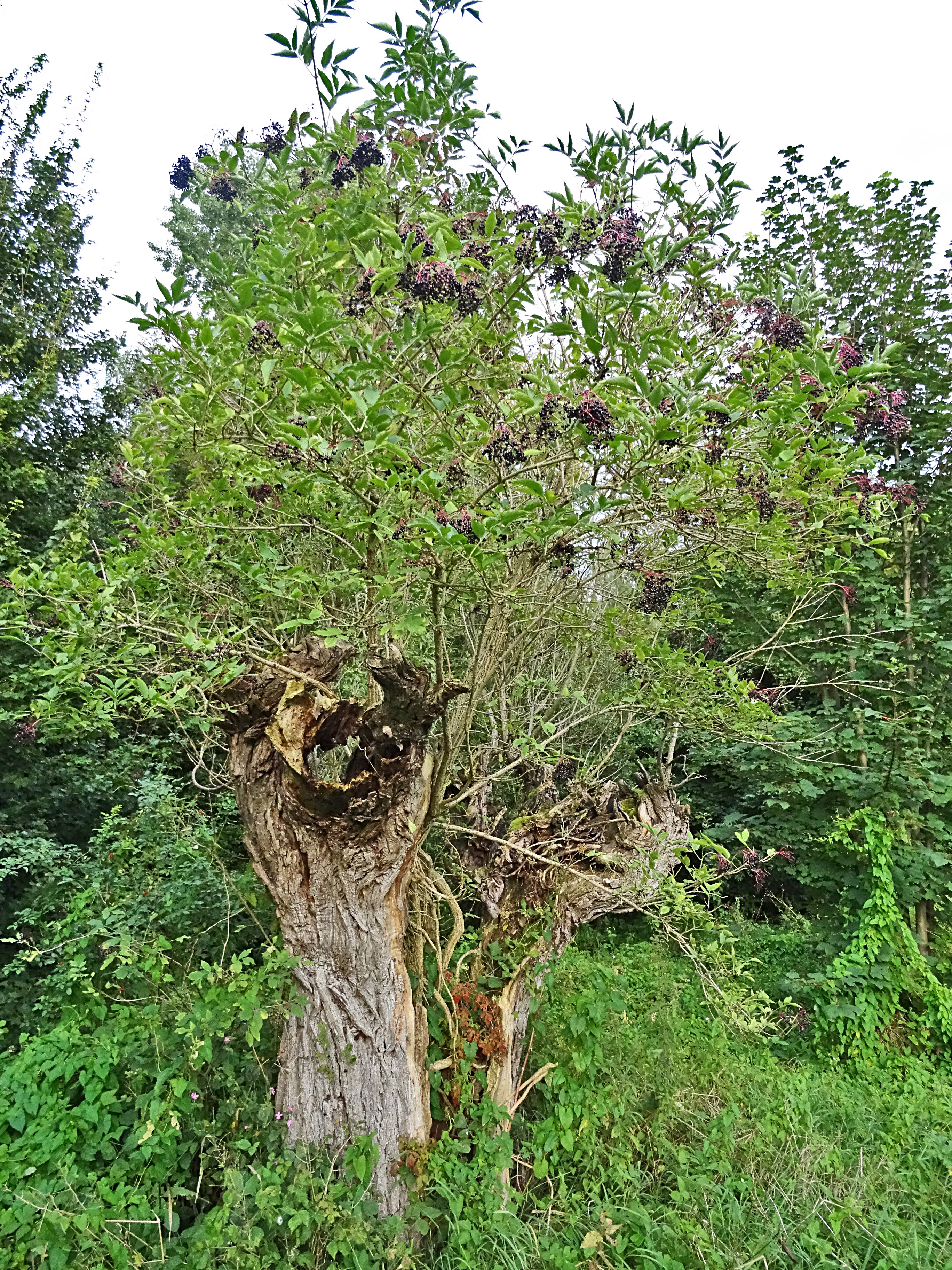
Sehr alter Schwarzer Holunder
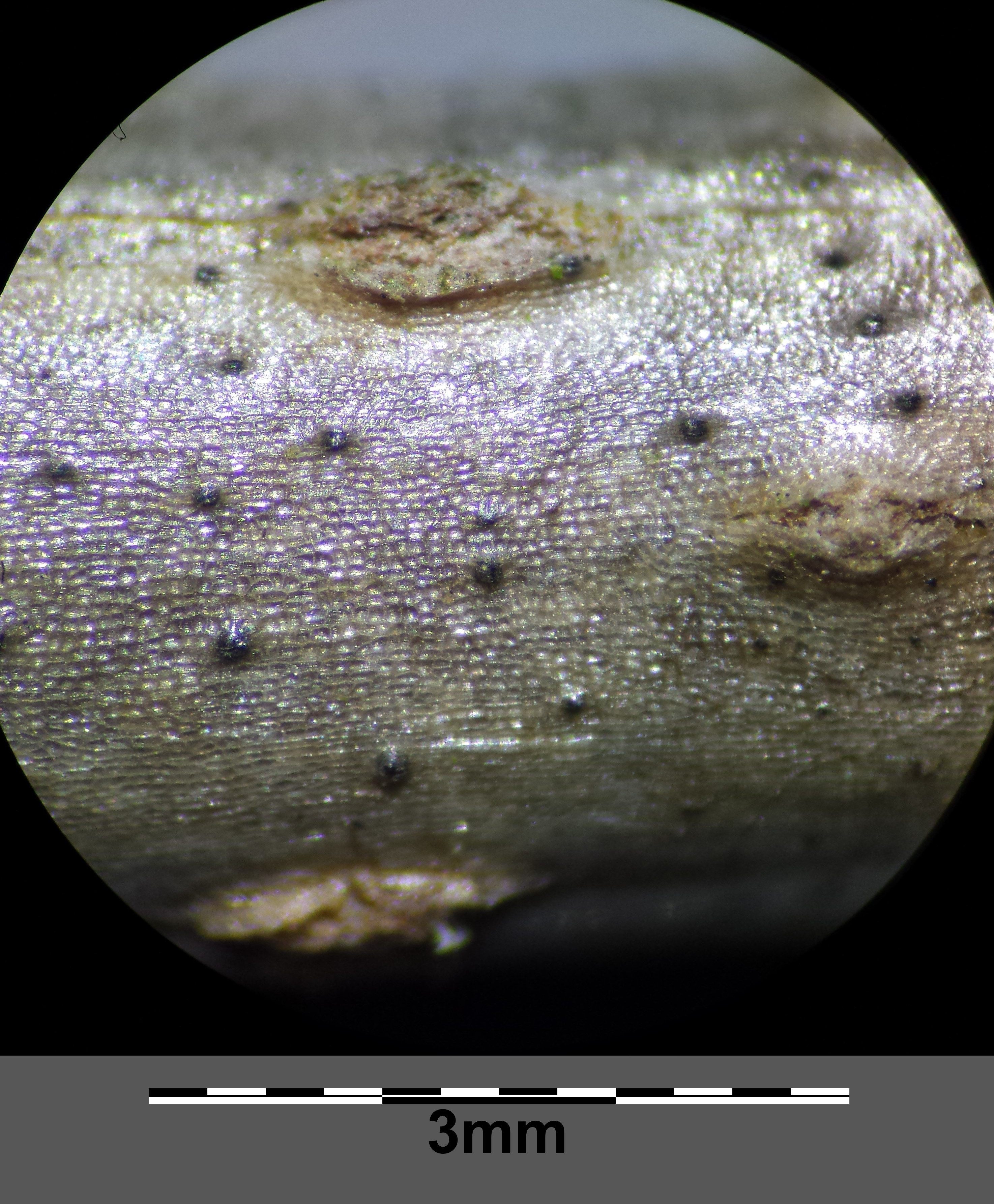
Einjähriger Zweig mit Lentizellen
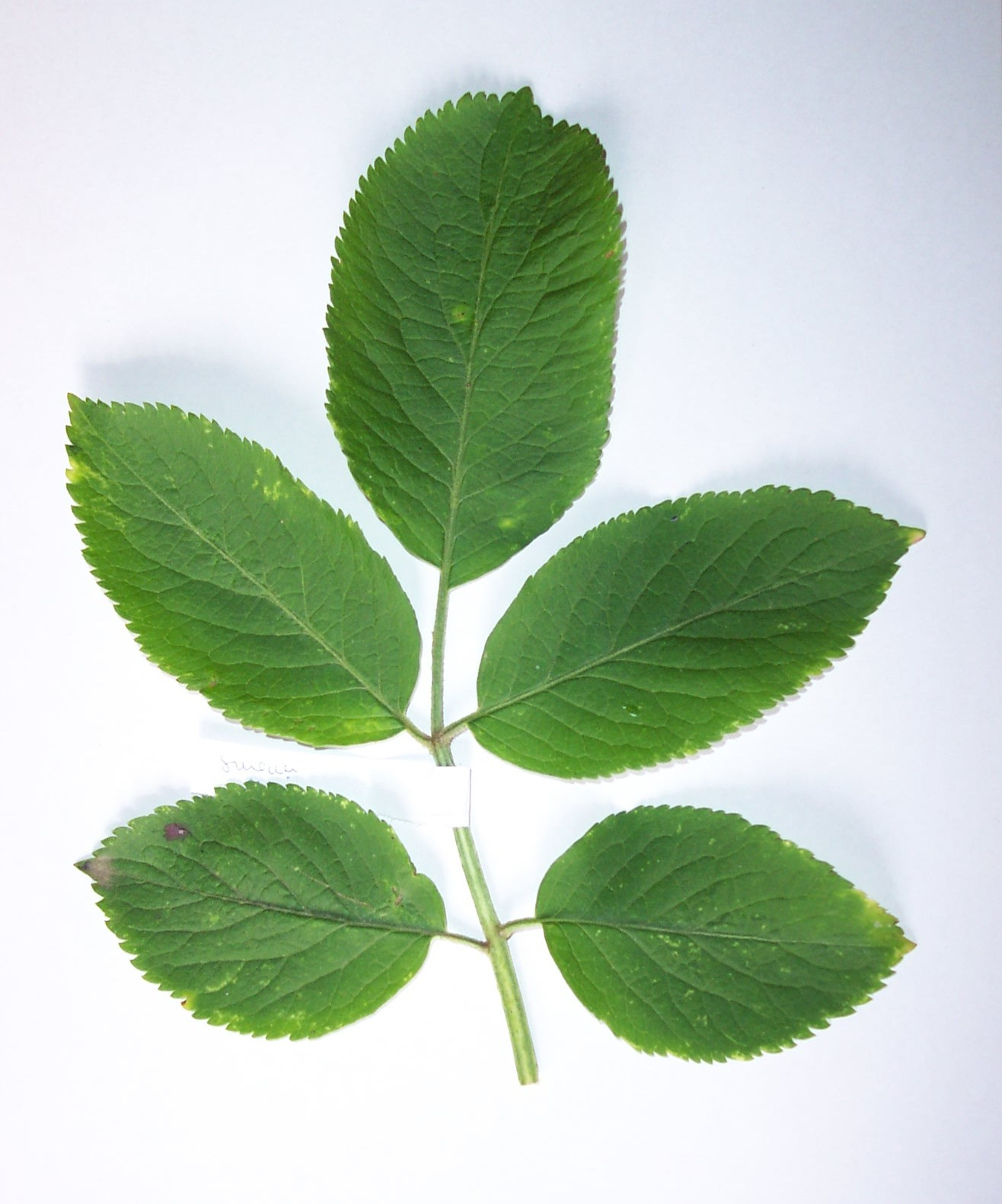
Fiederblatt
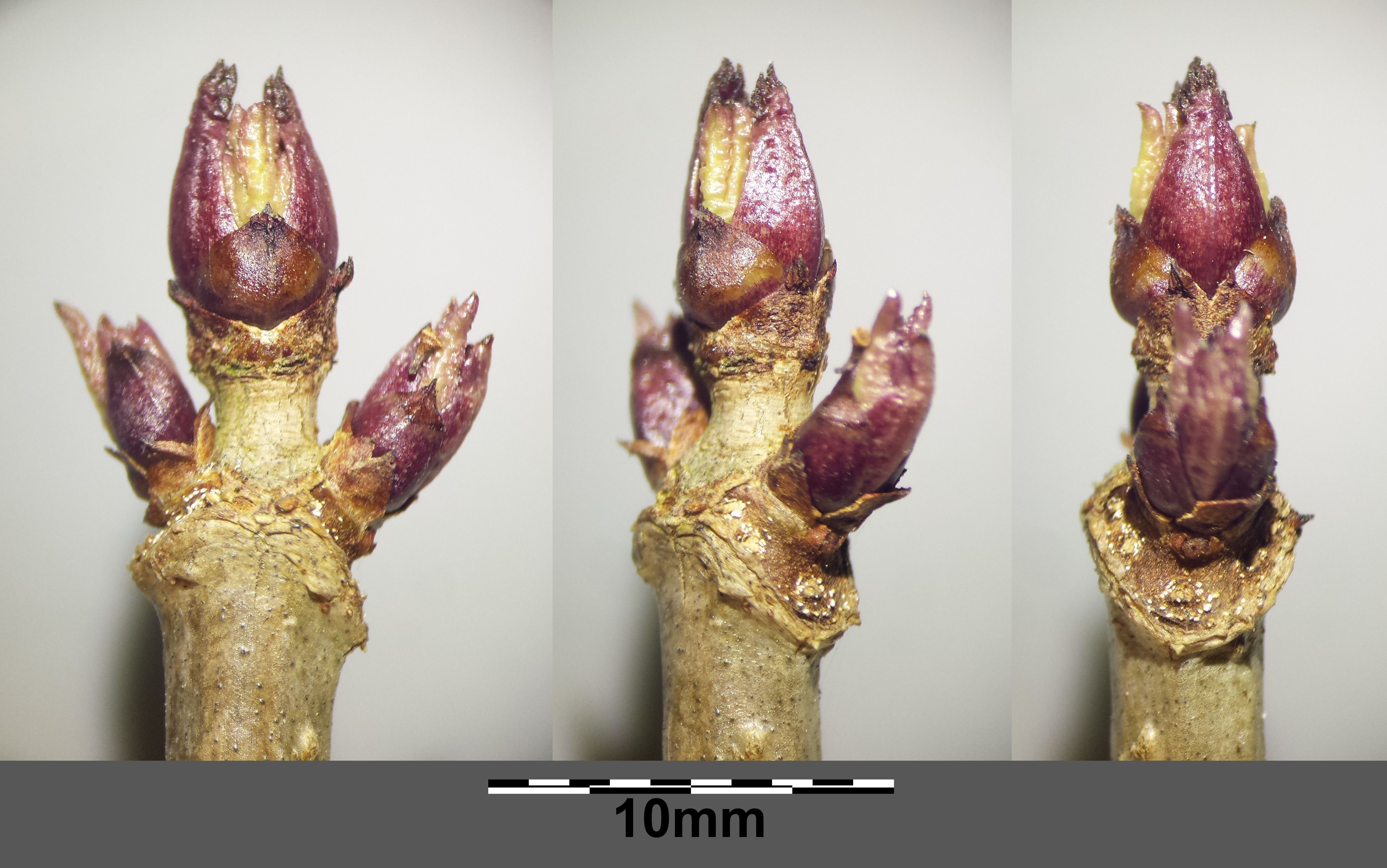
Winterknospen

### Generative Merkmale
Ab Mai bis in den Juli erscheinen an den Zweigen endständige, aus vielen und dichtstehenden Einzelblüten bestehende, flache Schirmrispen mit einem Durchmesser von 10–15 Zentimeter. Ihr frischer, fruchtiger Duft ist unverwechselbar und typisch für den Holunder. Die zwittrigen Blüten sind fünfzählig und bestehen aus einer doppelten Blütenhülle mit einem unscheinbaren Kelch. Die flach ausgebreitete Krone ist weiß oder gelblichweiß und besitzt einen Durchmesser von 6–9 Millimeter. Die Krone besteht aus fünf miteinander verwachsene Kronblättern. Es sind fünf Staubblätter mit gelben Staubbeuteln vorhanden. Der Fruchtknoten ist halbunterständig, der Griffel ist kurz und die Narbe ist dreiteilig. Ein kleinerer Teil der Blüten ist jedoch auch vierzählig. Zerreibt man ein Blatt zwischen den Fingern, riecht es auch leicht nach den Blüten; so kann Holunder auch einfach erkannt werden, wenn er keine Blüten oder Früchte trägt.
Der Schwarze Holunder bildet Steinfrüchte, die häufig als „Beeren“ oder „Fliederbeeren“ bezeichnet werden. Sie reifen von August bis September und färben sich während des Reifens von anfangs grün über rot zu einer glänzenden, fast schwarzen Farbe. Sie sind saftreich, kugelig und besitzen einen Durchmesser von 5–6 Millimeter. Die Früchte enthalten meist drei Samen.
Während die Früchte reifen, färben sich auch die Stiele, an denen sie sitzen, rötlich.
Die Chromosomenzahl beträgt 2n = 36.

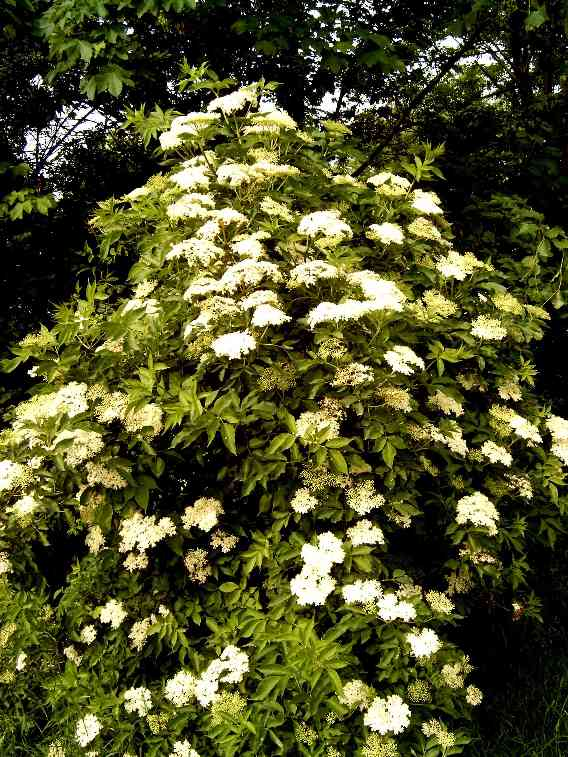
Schwarzer Holunder in Blüte
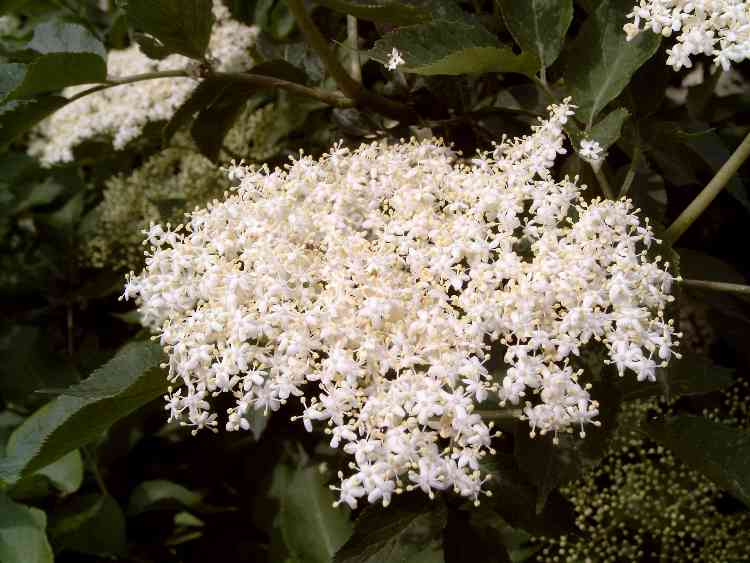
Blütenstand
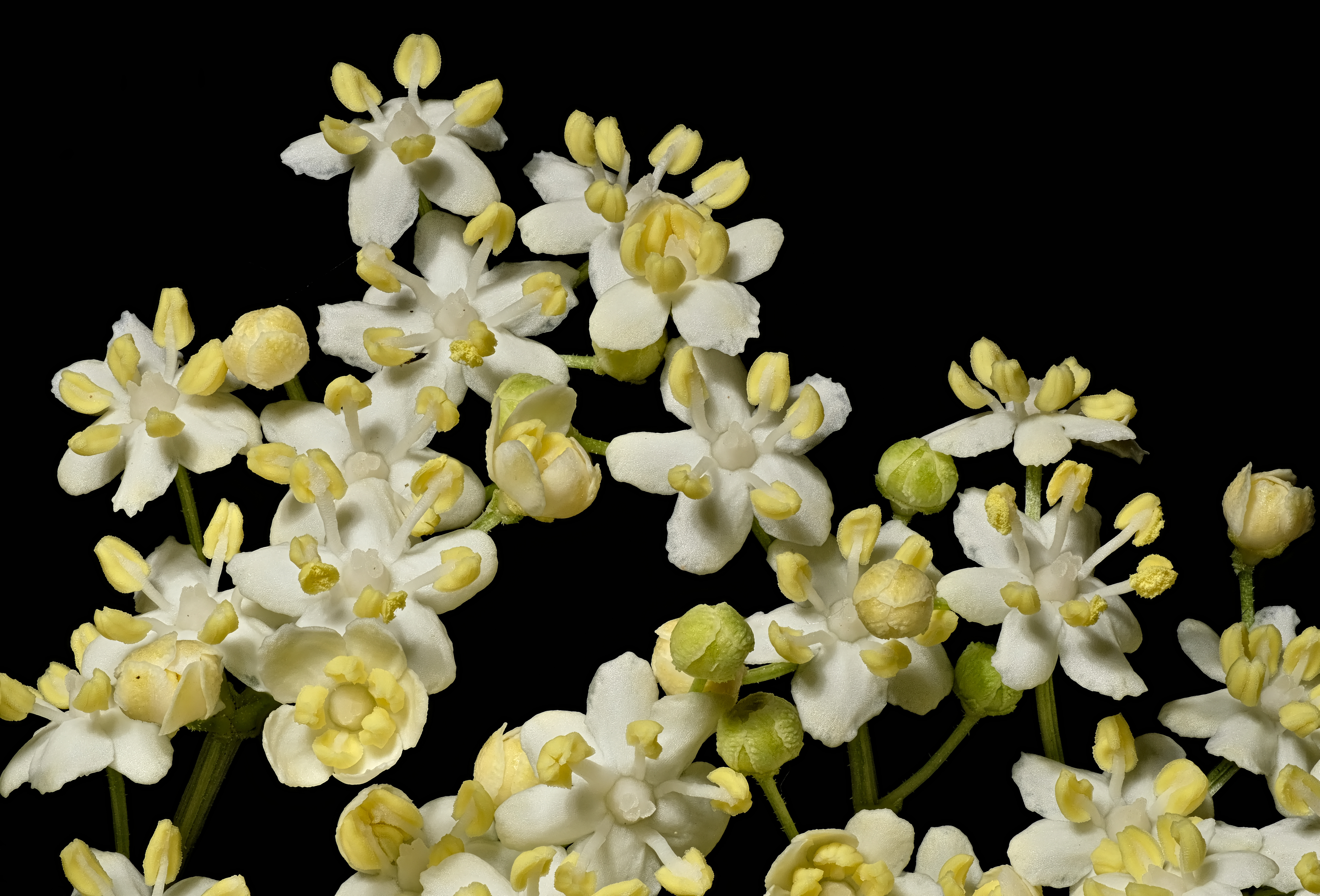
Detail des Blütenstandes
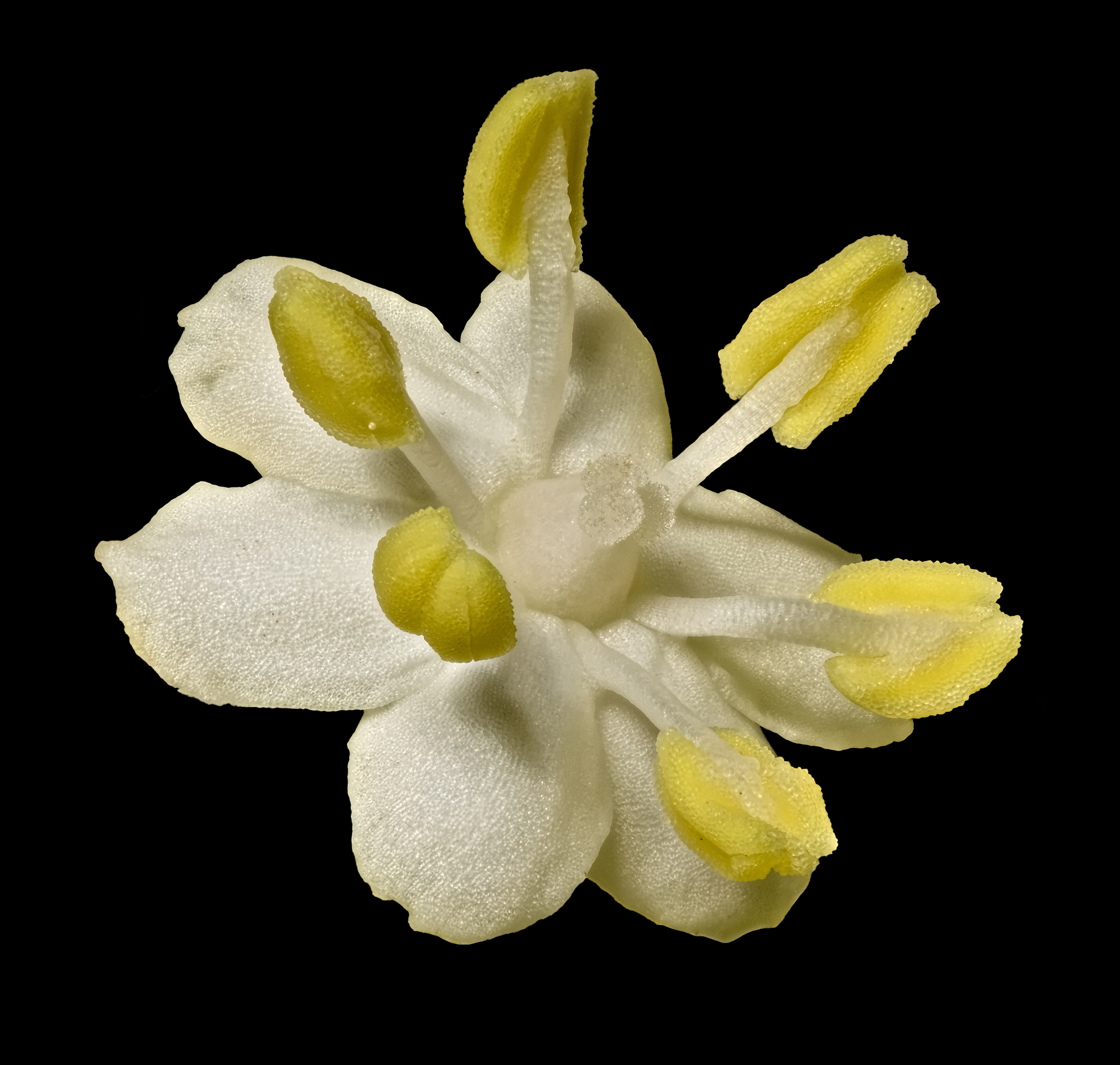
Einzelblüte
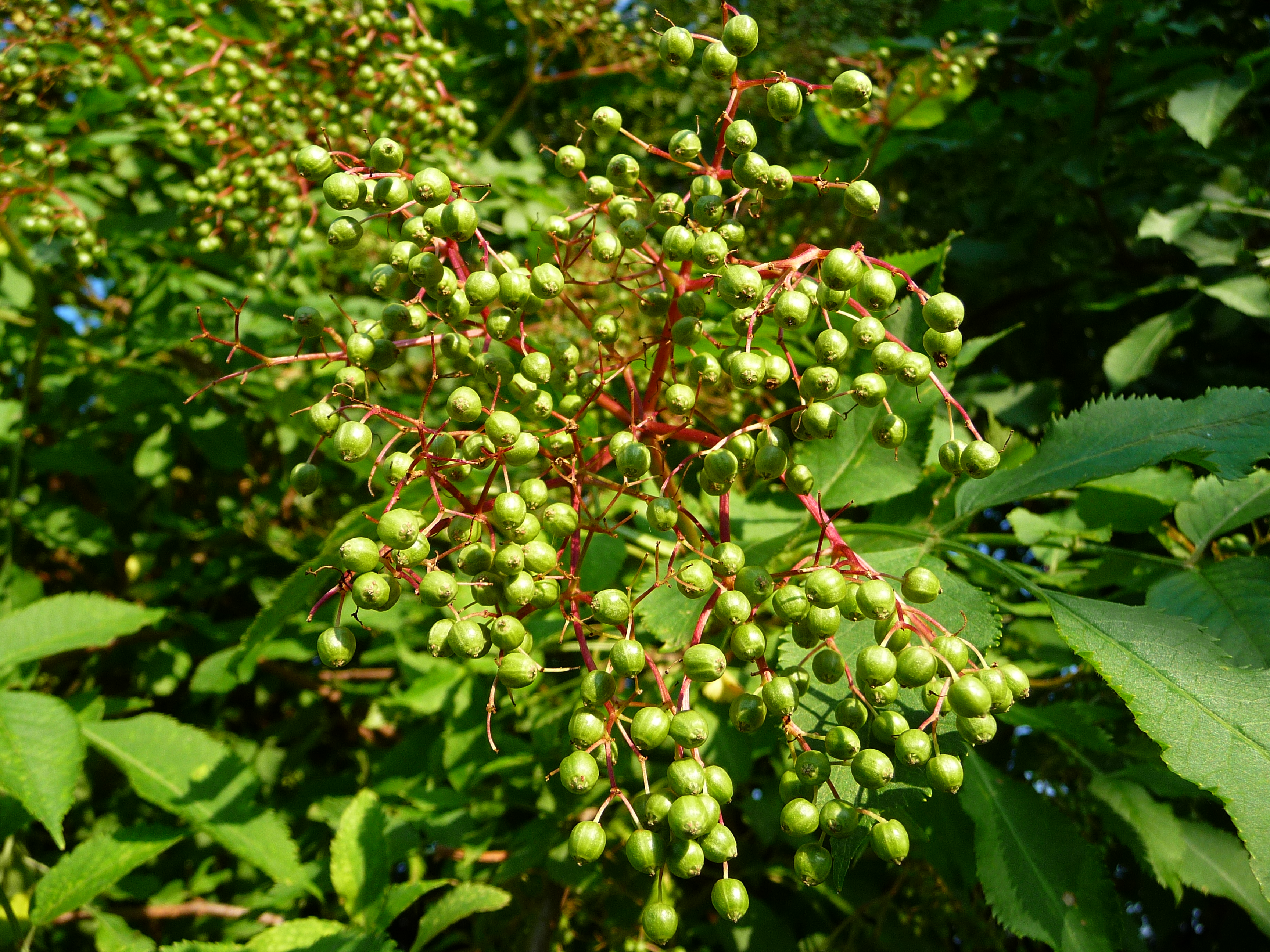
Unreife Früchte
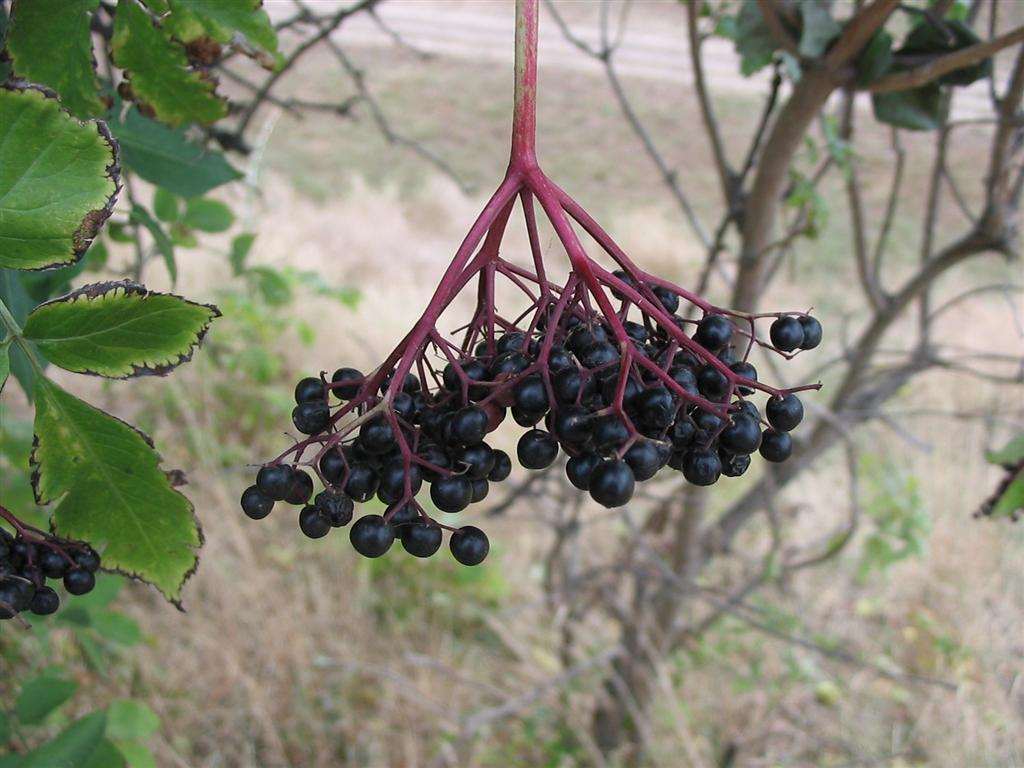
Reife Früchte

## Taxonomie und Unterarten
Sambucus nigra wurde 1753 von Carl von Linné in Species Plantarum, Band 1, Seite 269–270 erstbeschrieben.
Neben dem Typ werden einige Unterarten geführt, die je nach Autor auch als eigenständige Arten beschrieben werden:
- Sambucus nigra subsp. canadensis (L.) Bolli als Kanadischer Holunder (Syn.: Sambucus canadensis L.): Die Heimat ist das östliche Nordamerika.
- Sambucus nigra subsp. cerulea (Raf.) Bolli als Blauer Holunder (Sambucus cerulea Raf.): Die Heimat ist das westliche Nordamerika.
- Sambucus nigra L. subsp. palmensis (Link) Bolli als Sambucus palmensis Link: Sie kommt endemisch in den Lorbeerwäldern der Kanarischen Inseln vor und ist vom Aussterben bedroht.

## Verbreitung

Europäisches Verbreitungsgebiet (grün) von Sambucus nigra

Der Schwarze Holunder ist eine der häufigsten Straucharten in Mitteleuropa. Ebenfalls anzutreffen ist er im restlichen Europa, in Westsibirien, im nördlichen Indien, dem Kaukasus, Kleinasien und in Nordafrika. Von Vorteil dafür ist sicher seine Robustheit und Anspruchslosigkeit. Holunder ist ausgesprochen frosthart und gedeiht gut im Halbschatten auf Unkraut- und Ruderalfluren, Waldlichtungen oder an Wegrändern, schätzt jedoch insbesondere mittelschwere bis sandige, stickstoffreiche und frische, schwach saure Lehmböden. Als Stickstoffzeiger findet man ihn konzentriert an übermäßig stickstoff-reichen Standorten. In den Alpen ist er bis in die mittlere Gebirgslage von etwa 1500 m anzutreffen.
In Österreich kommt der Holunder in allen Bundesländern sehr häufig vor.
Neben wilden Vorkommen findet er sich auch in Kultur, seit Mitte der 1980er Jahre in wieder zunehmender Zahl. Ein Anbaugebiet für Holunder ist die Oststeiermark. Es existieren einige Sorten, die zu unterschiedlichen Zwecken selektiert wurden.

## Ökologie
Bei den Blüten des Schwarzen Holunders handelt es sich um Pollenblumen, die den Bestäubern reichlich Pollen, aber auch Nektar bieten. Die Blüten werden von kurzrüsseligen Bienen, Schwebfliegen, Käfern und Fliegen bestäubt. Häufiger als Bestäubung durch Insekten erfolgt allerdings Selbstbestäubung.
Die Früchte werden durch Vögel, wie beispielsweise Amseln, Drosseln, Stare und Mönchsgrasmücken, aber auch durch Säugetiere verbreitet.

## Inhaltsstoffe
Holunderblüten (Sambuci flos), bestehend aus den getrockneten Blüten des Schwarzen Holunders:
- Flavonoide (0,7–3,5 %): Quercetin, Kämpferol, Isorhamnetin und deren Glycoside mit Rutin als Hauptkomponente (2,9 %)
- Hydroxyzimtsäure-Derivate (ca. 5 %): u. a. Chlorogensäure (ca. 2,5–3 %)
- N-Phenylpropenoyl-L-aminosäureamide (0,1–1,0 mg/100 g)
- N,N-Diphenylpropenoylspermidine
- Ätherisches Öl (0,03–0,14 %)

Holunderbeeren (Sambuci fructus), bestehend aus den getrockneten, reifen Früchten des Schwarzen Holunders:
- Flavonolglycoside: Rutin, Isoquercitrin und Hyperosid
- Methoxylierte Flavonoide
- Anthocyane (0,2–1,3 %): Cyanidin-3-O-glucosid (Chrysanthemin) und Cyanidin-3-O-sambubiosid (Sambicyanin) als Hauptverbindungen. Daneben Cyanidin-3-O-rhamnoglucosid (Sambucin), Cyanidin-3-O-sambubiosid-5-O-glucosid und Cyanidin-3-O-glucosid-5-O-glucosid
- Ätherisches Öl (ca. 0,01 %)
- Cyanogene Glycoside in den Samen: Sambunigrin, Prunasin, Zierin, Holocalin
- Zucker (etwa 7,5 %): Glucose, Fructose

## Giftigkeit
In den Blättern, der Rinde, unreifen Beeren und auch in den Samen reifer Beeren sind ein oder mehrere cyanogene Glycoside, darunter hauptsächlich Sambunigrin, Prunasin, Holocalin und Zierin, enthalten. Darüber hinaus enthält die Pflanze Lektine, vor allem Nigrin b, die Verdauungsstörungen verursachen. Über die Giftigkeit beim Menschen gibt es unterschiedliche Angaben. Sie reichen von ungiftig bis „zu vermeiden“. Bei Kindern und sensiblen Personen kann der Verzehr zu Symptomen von Erbrechen und leichten Krämpfen bis hin zu starkem Durchfall oder Magenbeschwerden führen. Bei Schweinen, Hunden, Hasen, Kaninchen, Meerschweinchen und Hamstern kommt es zu Erbrechen, Durchfall und Atembeschwerden. Vögel zeigen bei Aufnahme unreifer Beeren und anderer Pflanzenteile Verdauungsstörungen und Erbrechen, bei ihnen kann die Aufnahme großer Mengen sogar zum Tod führen.
Die reifen Beeren enthalten nur geringe Mengen cyanogener Glycoside. In einer Untersuchung wurden nur 0,06 mg cyanogene Glycoside/g Trockenmasse Früchte, dies entspricht 0,0054 mg Blausäure-Äquivalente/g, an einem Strauch festgestellt. Bei etwa 20 mg Trockengewicht einer Beere enthält eine reife Beere also 0,0001 mg Blausäure-Äquivalent. Der menschliche Körper kann Blausäureverbindungen zum Teil abbauen. Als unbedenklich für den Verzehr gelten bis zu 0,02 mg Blausäure-Äquivalente/kg Körpergewicht; Bei Aufnahme größerer Mengen an Früchten kann Erbrechen und Diarrhöe auftreten. Der Genuss roher Früchte sollte daher vermieden werden. Durch Erhitzen zerfallen die cyanogenen Glycoside und der Gehalt an cyanogenen Glycosiden in den Beeren wird stark verringert.
Wirkungen auf die Schleimhäute: Obwohl die Sambucus-Arten insektenblütig sind, gehören ihre Pollen zu den Erregern des Heuschnupfens. Gefährdet sind die Betroffenen jedoch nur, wenn sie sich in der Nähe blühender Holunderbüsche aufhalten.

## Verwendung
Holunder findet in der Pflanzenheilkunde sowie als Lebensmittel und Färberpflanze vielfache Verwendung.

### Verwendung als Heilpflanze

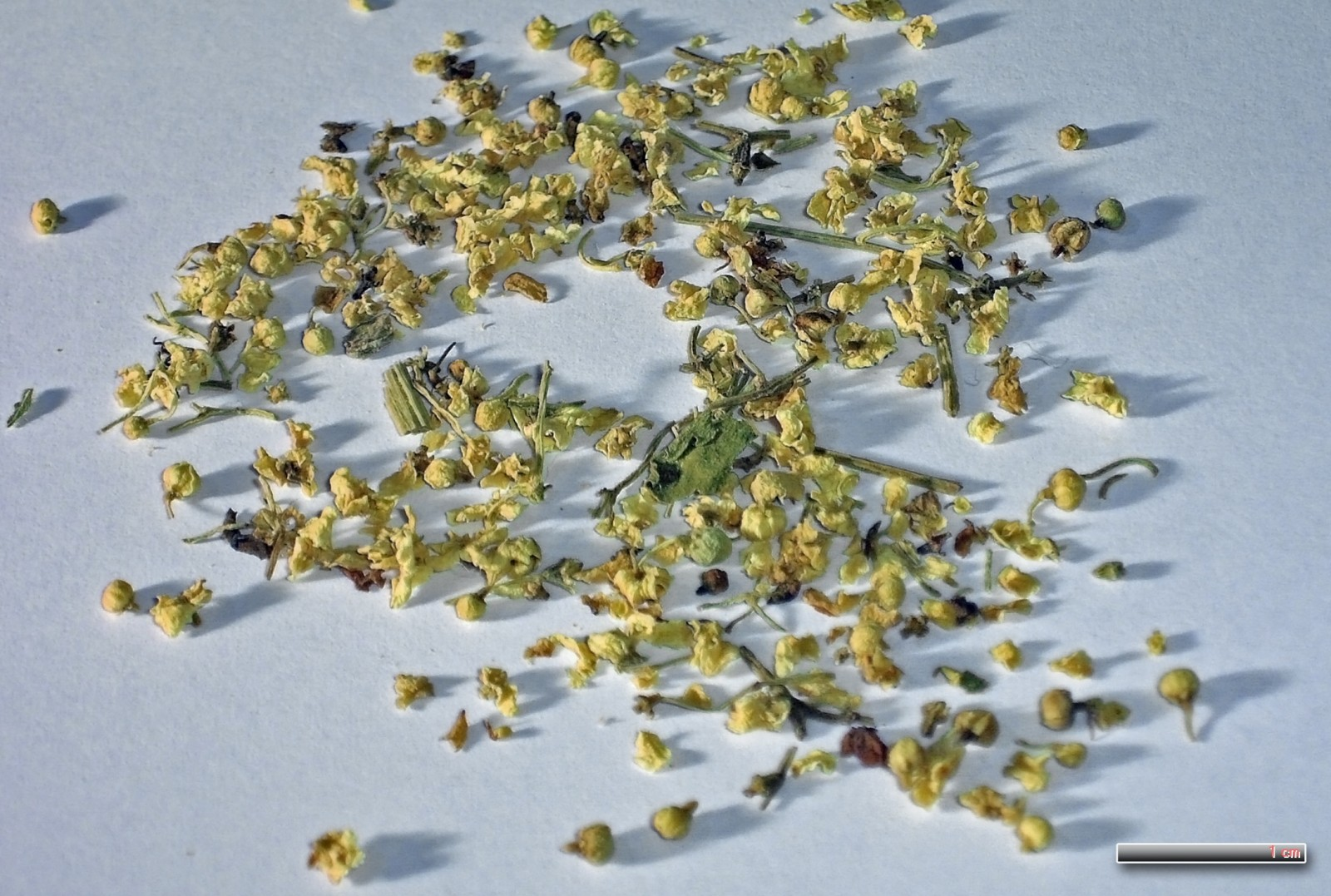
Schwarzer Holunder in Form der Blütendroge (Sambuci flos)

Vom Schwarzen Holunder können Blüten, Früchte, Blätter und Rinde arzneilich genutzt werden. Heutzutage werden hauptsächlich die Blüten und Früchte genutzt. Der Schwarze Holunder wurde vom Verein NHV Theophrastus zur Heilpflanze des Jahres 2024 gekürt. In der Begründung heißt es, den Schwarzen Holunder nutzen „viele als Beerensaft oder Blütentee bei Erkältungskrankheiten“.

#### Holunderblüten
Die Holunderblüten besitzen eine schweißtreibende, die Bronchialsekretion vermehrende, schleimlösende, immunstimulierende, entzündungshemmende, harntreibende und antioxidative Wirkung.
Ihr Hauptanwendungsgebiet ist der sehr warm getrunkene Schwitztee bei fieberhaften Erkältungskrankheiten. Weniger stark aufgebrüht und nur lauwarm getrunken wird der Holunderblüten-Tee auch als Mittel gegen Erkältungskrankheiten und Grippe genutzt. Ein weiteres Anwendungsgebiet sind Katarrhe der Atemwege und trockener Reizhusten. Für diese Erkrankungen der Atemwege kann es die dabei auftrenden Symptome lindern. Volksmedizinische Anwendungsgebiete sind zudem Hautunreinheiten, Rheuma und Gicht sowie die Nutzung als harntreibendes und blutreinigendes Mittel. Die Drogenbezeichnung für die getrockneten und abgerebelten Holunderblüten ist Sambuci flos (früher Flores sambuci).
Für die Anwendung bei Erkältungskrankheiten liegt eine Positiv-Monograpie der Kommission E von 1986 vor. Zur Linderung der frühen Symptome einer Erkältung wird diese als Traditionelles pflanzliches Arzneimittel durch die EMA anerkannt. Die Grundlage für diese Bewertung beruht auf eine langjährige Anwendungserfahrung, jedoch nicht durch Wirksamkeitsnachweise in Form klinischer Studien.

#### Holunderbeeren
Die Holunderbeeren sind schweißtreibend, antiviral, immunstärkend, entzündungshemmend, antioxidativ und besitzen einen hohen Gehalt an Vitamin C. Sie haben eine leicht abführende Wirkung. Die Beeren zählen zu den anthocyanreichsten Lebensmitteln. Die antioxidativ wirkenden Anthocyane schützen die Zellmembranen vor Veränderungen durch freie Radikale und verlangsamen so den Alterungsprozess der Pflanzenzellen.
Die Drogenbezeichnung für die getrockneten Holunderbeeren ist Sambuci fructus (früher Fructus sambuci). Gängig ist die Nutzung von aus frischen Früchten hergestelltem Saft oder Mus.
Auch bei Magenbeschwerden wird Holundertee in der Hausmedizin erfolgreich angewendet.

#### Holunderblätter
Die Holunderblätter (Sambuci folium, früfer: Folia Sambuci) werden in der Volksheilkunde bisweilen bei rheumatischen Erkrankungen angewendet.
Holunderöl wird durch Kaltpressung aus den Samen des Schwarzen Holunders gewonnen und findet neben der Nutzung in der Pharmazie und Medizin auch in der Kosmetik und in der Küche Anwendung.

### Verwendung als Färberpflanze
Die Früchte des Schwarzen Holunders enthalten mehrere Farbstoffe, die sich u. a. zum Färben von Lebensmitteln und Textilien eignen. Die Hauptfarbstoffe sind die zu den Anthocyanen gehörenden Cyanidin-Glycoside mit den Hauptkomponenten Cyanidin-3-O-glucosid (Chrysanthemin), Cyanidin-3-O-sambubiosid (Sambicyanin) und Cyanidin-3-O-sambubiosid-5-O-glucosid sowie das Flavonol Quercetin und seine Glycoside, z. B. Rutin.
Sambicyanin befindet sich überwiegend in den Schalen der Beeren (bis zu 60 %) und soll als Radikalfänger auch das Risiko von Herz-/Kreislauferkrankungen und Krebs senken.
Die Beeren wurden früher zum Färben von Haaren und Leder eingesetzt. Mit dem Saft färbte man auch Rotwein.
Der burgunderrote Saft der Beeren des Schwarzen Holunders ist aus Textilien kaum auswaschbar.
Nachdem sowohl die Konsumenten als auch die Lebensmittelindustrie inzwischen höhere Ansprüche an Färbemittel und Farbstoffe stellen, gewinnt dieser natürliche Farbstoff heute wieder an Wert. Er wird für Süßigkeiten und Molkereiprodukte in der Lebensmittelindustrie sowie in der Textilindustrie verwendet.

Cyanidin-3-O-glucosid (Chrysanthemin)
Cyanidin-3-O-rutinosid (Sambucin)
Cyanidin-3-O-sambubiosid (Sambicyanin)

### Verwendung als Lebensmittel
Sowohl die Blütenstände als auch die daran gereiften Früchte lassen sich zu Lebensmitteln verarbeiten. Die Beeren sind nach dem Abkochen oder Vergären essbar.

#### Blüten

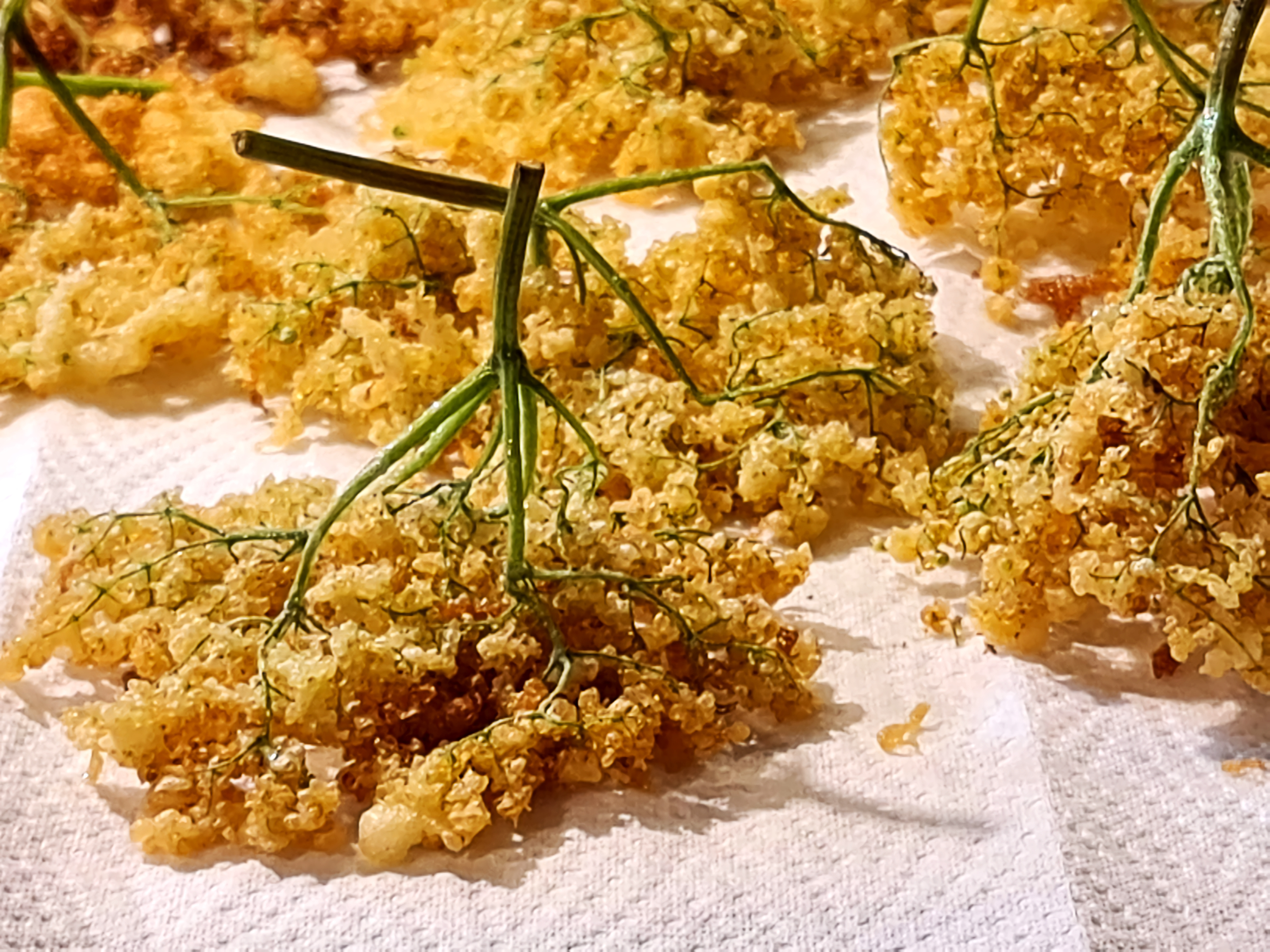
Hollerkiachal

Eine bekannte Zubereitungsform für die Blüten sind ausgebackene Holunderblüten, die im deutschen Sprachraum als Hollerküchel, Holunderpfannekuchen, Holunderküchle, Hollerkiachal (Bayern), Hollerschöberl, Holdertrauben oder (in Österreich) als Hollerstrauben bezeichnet werden. Zur Herstellung dieses saisonalen Schmalzgebäcks werden die Blüten (Schirmrispe) in einen dünnflüssigen Teig aus Mehl, Eiern, Bier oder Prosecco und weiteren Zutaten getaucht, in der Pfanne gebacken oder frittiert, die dickeren Teile der Rispenstengel mit einer Schere abgeschnitten oder als Greifmöglichkeit am Gebäckstück belassen. Vor dem Servieren werden die Kiachal häufig mit Puderzucker bestäubt.
Darüber hinaus werden die Blüten als geschmacksgebende Komponente für Getränke verwendet. Besonders weit verbreitet sind Holunderlimonade bzw. -sirup und Holundersekt. Die Blüten werden in eine Zuckerlösung gelegt und nach einigen Tagen abfiltriert. In dieser Zeit hat die Zuckerlösung das Holunderblütenaroma angenommen.

#### Beeren
Da die Beeren des Holunders schwach giftig sind, kann es in manchen Fällen nach dem Verzehr einer größeren Menge roher Beeren beim Menschen zu Übelkeit bis hin zu Erbrechen kommen. Die Beeren müssen daher vor der Verarbeitung zu Gelee, Mus, Muttersaft oder Obstwein erhitzt werden. Aus den Beeren kann man mit Verdickungsmittel (Stärke), Gewürzen und Zucker eine Fruchtsuppe bereiten (in Norddeutschland als Fliederbeersuppe bezeichnet). Holunderbeeren werden zum Backen verwendet und kommen als Zutat in Roter Grütze vor. Ebenfalls in Norddeutschland ist die Verwendung des eingedickten Saftes aus den Früchten in Grog üblich (d. h. mit heißem Wasser und Rum gemischt). Die Beeren lassen sich problemlos einfrieren. Der Saft ist in der gustatorischen Wahrnehmung sehr aromatisch, aber säurearm und kaum süß. Daher wird er oft mit Apfel-, Birnen- oder anderen süßen Fruchtsäften gemischt.
Aus Holunderbeeren kann Wein und Obstbrand hergestellt werden. Dazu werden die reifen Beeren verwendet, die vor dem Maischen von den Dolden entfernt werden.

### Anbau

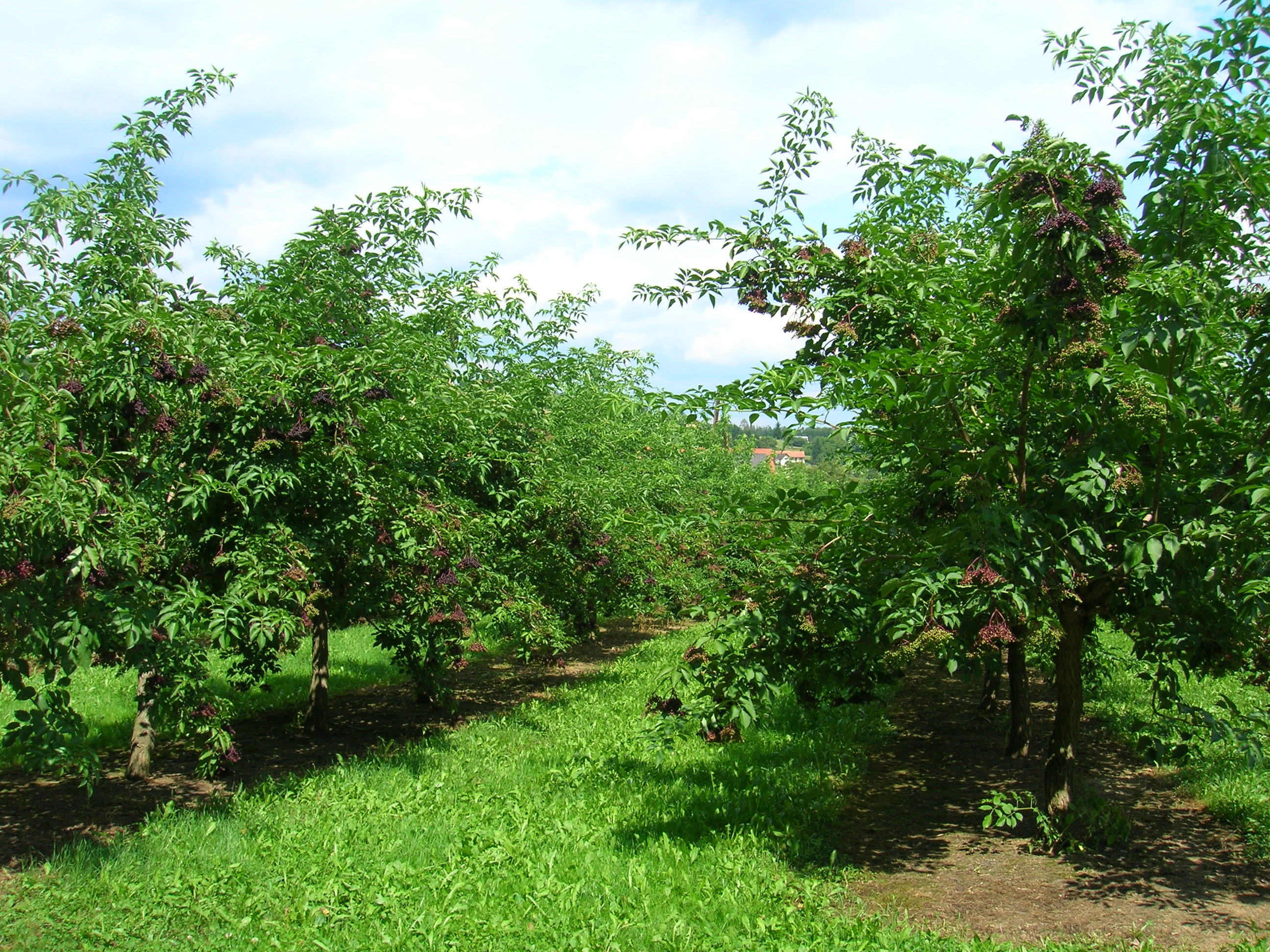
Holunderkultur in der Oststeiermark, Mitte August

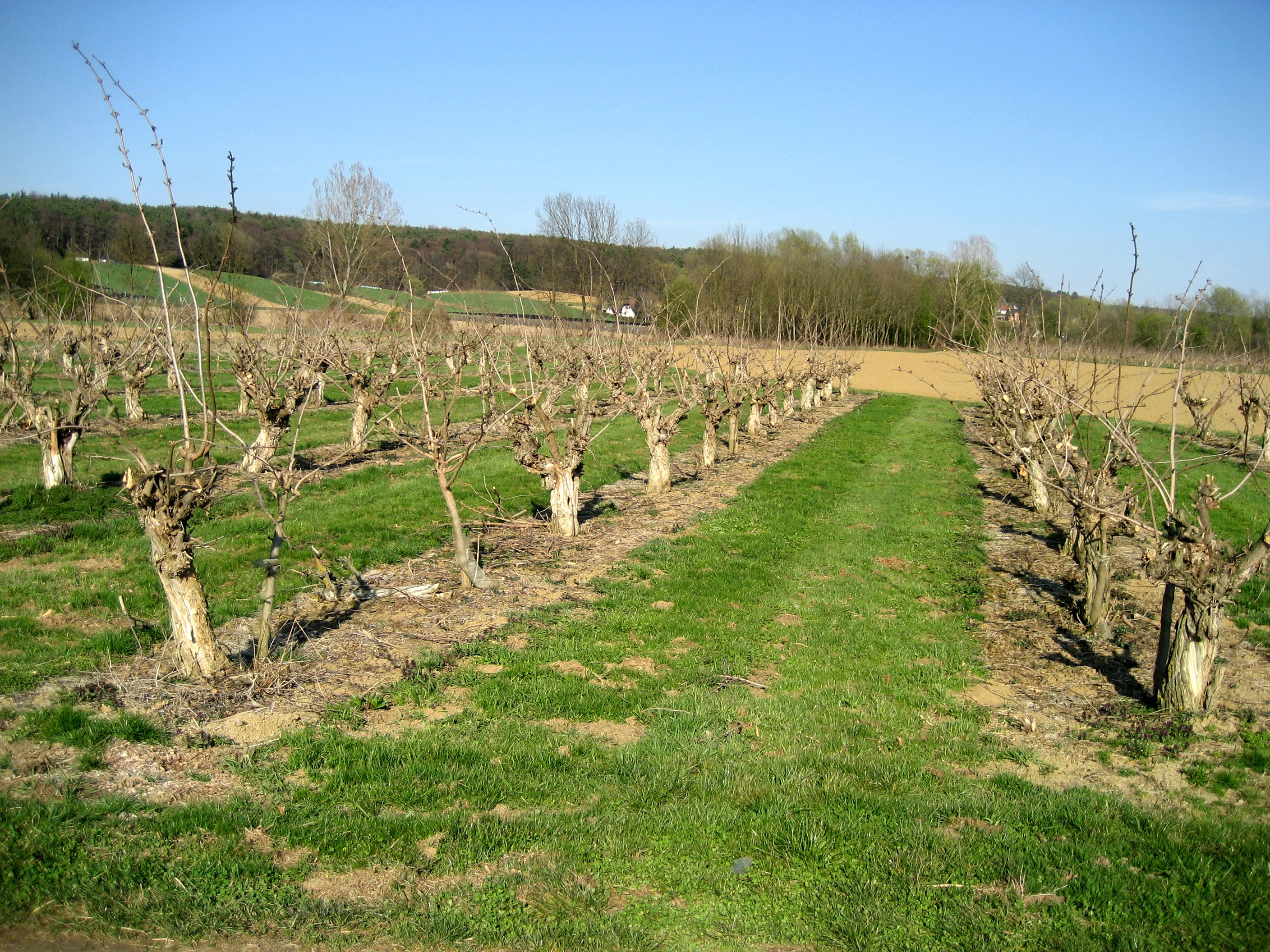
Holunderkultur in der Oststeiermark, Ende März

Die Holunderanbaufläche in Deutschland betrug 2018 über 596 Hektar. In Österreich wurden 2020 auf 1.084 ha (2019: 1.233 ha) über 5.350 Tonnen Holunder produziert, die Steiermark war mit 833 ha Anbaufläche Spitzenreiter.

### Schädlinge
- Wühlmäuse verursachen an den Sträuchern des Schwarzen Holunders die größten Schäden, in großen Anlagen können sie bis zu 40 Meter lange Gänge anlegen, bei denen sie die Wurzeln der Sträucher schwer beschädigen.
- Vögel, wie zum Beispiel Finken und Grauschnäpper, schätzen Holunderbeeren. Zwar sind sie im strengen Sinne keine Schädlinge, insbesondere bei Solitärpflanzen kann es aber durch den Vogelfraß zu deutlichen Ernteverlusten kommen.
- Die Schwarze Holunderblattlaus (Aphis sambuci) befällt zumeist nur einzelne Pflanzen, schwächt sie aber durch das Saugen des Pflanzensaftes.
- Gallmilben, insbesondere Spinnmilben, können Triebe verkrüppeln und so größere Schäden verursachen.
- Die Holunderdoldenwelke (Boeremia sambuci-nigrae , Syn.: Phoma sambuci-nigrae), eine Pilzerkrankung, lässt die Blütenstände verwelken, so dass es zu starken Ernteeinbußen kommen kann. Diese äußert sich in einem Welken der Haupt- bzw. Seitenachsen der Blütenstände. Neben der Pilzinfektion sind allerdings auch physiologisch bedingte und Umweltfaktoren zu berücksichtigen.
- Cercospora depazeoides: verursacht Blattnekrosen.[37]
- Blütenbotrytis kann gelegentlich zum Verrieseln der Blüten führen.
- Zerstreut kommt der Echte Mehltaupilz Erysiphe vanbruntiana vor.[38]
- Der Pilz Judasohr besiedelt gerne den absterbenden Busch.

## Trivialnamen
Die Bezeichnung Holunder für den Schwarzen Holunder und die davon abgeleiteten Wortformen sind besonders im Mittel- und Oberdeutschen gebräuchlich. Im Niederdeutschen wird er Flieder genannt. Weitere Trivialnamen sind Hunnel, Hündele (Eifel), Húlungr, Húlandr (Thüringen), Holler, Hulla (bayrisch-österreichisch), Hollert, Holder(e), Haulert(t), Holdert (Elsaß), Holder(stock), (Schweiz, Schwaben), Dolder, angelehnt an Dolde (Schwaben). Die Bezeichnung Flieder ist nur im Niederdeutschen volkstümlich. Varianten hiervon sind Fledderbeernbusch (Schleswig), Fledder (Ostfriesland), Fledderbusk, -boom (Emden), Fler, Flier (Lübeck), Flirebôm (Niederrhein), Mûsflider, Thêflider (Kreis Jerichow).

## Etymologie
Der Name Holunder (bzw. Holder) ist mittelhochdeutsch belegt als holunter und holder, althochdeutsch holuntar, holantar; urgermanisch *xulun + -ðra- ‚Baum‘, vgl. dänisch hyld, norwegisch hyll und lässt sich auf indogermanisch *kl̥-n̥- ‚dunkel‘ zurückführen, vgl. russisch калина (kalína) ‚Schneeball, Wasserholder‘.
Flieder als Bezeichnung für den Schwarzen Holunder kommt aus dem Niederdeutschen Flieder, Fleder ‚Holunder‘, mittelniederdeutsch vlēder, vlieder, altsächsisch *fliodar (belegt in dem Ortsnamen Fliadarlōh ‚Holunderwald‘, um 890), urgermanisch *flioþra-, auch niederländisch vlier, westfriesisch flear. Zugrunde liegen indogermanisch *pelh₁i- ‚grau‘ und das Baumnamensuffix -ðra (wie bei Wacholder, Ulmen). Später wurde der Name auf den seit dem 16. Jh. aus Südosteuropa eingeführten Flieder (Syringa) übertragen.

## Volksglaube
Das Aushacken oder Verstümmeln eines Holunders brachte Unglück oder Tod, der Hollerstrauch im Hausgarten galt als Lebensbaum. Das Verdorren zeigte den Tod eines Familienmitglieds an. Er galt als Abwehrmittel gegen schwarze Magie und Hexen, schützte vor Feuer und Blitzeinschlag. Man sollte unter ihm vor Schlangenbissen und Mückenstichen sicher sein. Auch beherbergte er wohlgesinnte Hausgeister, was den Strauch in vielen Hausgärten heimisch werden ließ und zu dem Spruch führte, dass man vor einem Hollerbusch den Hut ziehen müsse. Der unangenehme Geruch des Laubes soll daher kommen, dass sich Judas einer Legende nach an einem Holunderbaum erhängt hat (siehe auch: Holunder in Religion, Mythos und Aberglauben bzw. Volksglauben).

## Phänologischer Kalender
Im Phänologischen Kalender, der sich nach den Zeichen der Natur richtet, ist der Holunder eine Zeigerpflanze:
 Wenn die schwarzen Beeren reif werden, beginnt der Herbst. Im langjährigen Jahresmittel reift der Schwarze Holunder um den 1. September, dem Datum für den meteorologischen Herbstbeginn. In manchen Jahren waren die Holunderbeeren in vielen Gegenden Deutschlands bereits Mitte August schwarz gefärbt.